# Agüimes
Agüimes és un municipi espanyol pertanyent a la província de Las Palmas. Està situat al sud-est de l'illa de Gran Canària (Canàries). Posseeix diversos espais naturals protegits. El municipi disposa d'hotels i casa de curt allotjament per a poder desenvolupar el turisme rural, el que atreu diversos centenars de visitants a l'any. Posseeix també un polígon industrial (el d'Arinaga) en el qual s'allotgen més de 700 empreses.

## Població

### Evolució demogràfica anyal
| Any  | Població | Densitat   |
| ---- | -------- | ---------- |
| 1991 | 16.156   | -          |
| 1996 | 16.284   | -          |
| 2001 | 20.124   | 254,73/km² |
| 2002 | 22.567   | -          |
| 2003 | 23.572   | 297,33/km² |
| 2004 | 24.460   | 309,03/km² |
| 2006 | 26.593   | 335,43/km² |
| 2007 | 27.310   | 344,88/km² |

### Distribució de la població (2006)
- Cruce de Arinaga: 7.629
- Playa de Arinaga: 7.786
- Agüimes (casco): 5.878
- Polígono de Arinaga: 1.603
- Montaña Los Vélez: 1.401
- Las Rosas: 490
- La Banda: 484
- Temisas: 369